# Гершунова, Любовь Васильевна
Любо́вь Васи́льевна Гершу́нова (5 августа 1947, Новосибирск — 30 октября 2006, там же) — советская и российская артистка балета, народная артистка РСФСР.

## Биография
Любовь Гершунова родилась в Новосибирске 5 августа 1947 года. В 1958—1967 годах училась в Новосибирском хореографическом училище (педагоги — В. В. Походеева и А. В. Никифорова).
В 1967—1990 годах выступала в Новосибирском театре оперы и балета. Начинала в кордебалете, но быстро стала ведущей солисткой балета. Часто танцевала в дуэте со своим мужем Анатолием Бердышевым. Гастролировала в более чем 50 странах мира, выступала в таких странах как Австралия, Новая Зеландия, Канада, Бразилия, Япония, Франция, Аргентина.
В 1989—1994 годах была солисткой Камерного театра современного и классического балета «Балет—Новосибирск» (художественный руководитель Анатолий Бердышев).
В 1994—1999 годах преподавала в балетной труппе Новосибирского театра музыкальной комедии.
С 1999 работала вместе с мужем педагогом в школе искусств при общеобразовательной школе № 23 Новосибирска.
Умерла 30 октября 2006 года в Новосибирске. Похоронена на Заельцовском кладбище, рядом с мужем.

### Семья
- Муж — артист балета Анатолий Васильевич Бердышев (1947—2015), народный артист РСФСР. Творчеству супругов посвящён телефильм «История одного дуэта» (1984).
- Сын — Анатолий Анатольевич Бердышев-мл., солист балета и хореограф (род. 21.9.1973).

## Премии и награды
- Медаль «В ознаменование 100-летия со дня рождения Владимира Ильича Ленина» (Медаль «За доблестный труд», 1970).
- 3-я премия Международного конкурса артистов балета в Варне за партнёрство (1972).
- Государственная премия РСФСР имени М. И. Глинки за исполнение главных партий в балетных спектаклях советских композиторов, русского и зарубежного классического репертуара в сезонах 1977—1979 годов (1980).
- Заслуженная артистка РСФСР (23.04.1976).
- Народная артистка РСФСР (19.03.1982).
- Орден Трудового Красного Знамени (1986).

## Работы в театре

### Новосибирское хореографическое училище
- «Банк Бан» Ф. Эркеля — маленький паж
- «Щелкунчик» П. И. Чайковского
- ««Романтические грёзы» («Шопениана», постановка М. Фокина) — сильфида

### Новосибирский театр оперы и балета
- «Лебединое озеро» П. Чайковского — Одетта-Одиллия
- «Жизель» А. Адана — Жизель
- «Щелкунчик» П. Чайковского — Маша
- «Ромео и Джульетта» С. Прокофьева — Джульетта
- «Спартак» А. Хачатуряна — Фригия
- «Баядерка» Л. Минкуса — Никия
- «Макбет» К. Молчанова — Леди Макбет
- «Юнона и Авось» А. Рыбникова — Кончита
- «Сильфида» Ж. Шнейцхоффера — Сильфида
- 1976 — «Тропою грома» Кара Караева (балетмейстеры Рафига Ахундова и Максуд Мамедов) — Сари
- 1988 — «Моя Франческа» на музыку П. И. Чайковского — Франческа
- «Шопениана» — Девушка
- «Каменный цветок» С. Прокофьева — Хозяйка Медной горы
- «Сиюмбике — птица счастья» Ф. Яруллина — Сиюмбике

## Фильмография
- 1973 — Хореографические новеллы (документальный)
- 1984 — История одного дуэта (документальный)